# Johanna van Vlaanderen (Bretagne)
Johanna van Vlaanderen (ca. 1295 – september 1374) was de vrouw van Jan van Montfort, de graaf van Montfort.
Na de gevangenneming van haar man, die met Karel, graaf van Blois, het hertogdom Bretagne betwistte, zette zij met de bijstand van de Engelsen moedig de Bretonse Successieoorlog voort. Ze had daarbij twee belegeringen te doorstaan in Hennebont (in 1342 en 1343). Haar tegenpartij was Johanna van Penthièvre, gravin van Blois, die geholpen werd door de koning van Frankrijk. Daarom sprak men ook van de Oorlog van de twee Johanna's.

## Referentie
- art. Johanna van Vlaanderen, in S. de Bruin, Geographisch-historisch woordenboek. Deel 2: H-Z, Leiden, 1869, p. 214.